# میکی شعبده‌باز
میکی شعبده‌باز (به انگلیسی: Magician Mickey) یک فیلم کوتاه انیمیشن محصول والت دیزنی با شرکت شخصیت‌های کارتونی میکی‌ماوس، دانلد داک و گوفی است که در ابتدا در ۶ فوریه ۱۹۳۷ در سینماها عرضه شد.